# Foc autovireur
Sur un voilier, un foc autovireur est une voile d'avant gréée et équipée de telle sorte qu'elle passe automatiquement d'une amure à l'autre lors d'un virement, sans intervention de l'équipage.

## Principe
Sur un voilier classique, lors d'un virement de bord vent devant, la manœuvre du foc est traditionnellement la partie la plus fastidieuse et souvent la plus délicate de l'opération : il faut choquer l'écoute sous le vent avant d'arriver bout au vent, puis border l'autre écoute au bon moment, ni trop tôt (sous peine de manquer à virer) ni trop tard (ce qui ferait perdre de l'erre). D'où l'idée d'utiliser une unique écoute de foc passant par un chariot coulissant le long d'un rail placé juste devant le mât : ainsi, le foc change de bord de lui-même lors du virement tout en conservant à tout moment une tension optimale.

## Histoire
Un principe analogue était depuis longtemps appliqué sur les cotres comportant une trinquette bômée. Ce principe s'est plus récemment répandu sur les multicoques de compétition, qui disposent de larges espaces libres en avant du mât et qui, en raison des vitesses qu'ils atteignent, ont la plupart du temps leurs voiles bordées pour une allure de près, étant donné l'incidence du vent apparent.
Depuis les premières années du XXIe siècle, le foc autovireur se répand sur les bateaux de croisière et même de petits voiliers de pêche-promenade. Des fabricants d'accastillage comme l'Américain Harken ou le Suédois Seldén proposent des dispositifs pour seconde monte, et des chantiers allemands et scandinaves, rapidement rejoints par leurs confrères français, ont commencé à proposer ce dispositif en standard sur de nouveaux modèles de bateaux.
Le foc autovireur est particulièrement populaire dans les pays nordiques en raison de la géographie des côtes scandinaves, avec leurs archipels comptant d'innombrables îlots séparés par des chenaux étroits qui imposent des parcours de louvoyage ponctués de virements répétés à brefs intervalles.

## Équipement
Le rail de foc est fixé juste en avant du mât, court d'un liston à l'autre. Il a la forme d'un arc de cercle dont le rayon est la distance le séparant du point d'amure du foc.
Pour le parcours de l'unique écoute, diverses solutions existent. La plus courante consiste à faire passer l'écoute, depuis le cockpit, par une poulie placée près de la cadène d'étai d'où elle est renvoyée sur la poulie du chariot d'écoute. Une configuration plus complexe utilise quatre poulies dont deux fixées au chariot, mais a l'avantage de mieux dégager le pontage avant.